# Нелатон, Огюст
Огюст Нелатон (фр. Auguste Nélaton; 17 июня 1807, Париж — 21 сентября 1873) — французский медик, врач и хирург доктор медицины. Член Французской академии наук.

## Биография
С 1828 года изучал медицину, ученик Г. Дюпюитрена. В 1836 году получил степень доктора медицины, защитив диссертацию о влиянии туберкулёза на кости. Три года спустя стал агреже в больнице Сен-Луи после публикации книги «О лечении опухолей молочной железы». С 1851 по 1867 год был профессором, оставил должность, когда стал личным хирургом Наполеона III.
Профессор клинической хирургии и директор клиники с 1851 г. В 1856 г. избран в парижскую медицинскую академию по отделению хирургической патологии. Пользовался репутацией хорошего профессора и практика. Ввёл операции для непосредственного извлечения камней мочевого пузыря помимо всех приемов литотрипсии. Ввёл в употребление зонд с фарфоровой пуговкой для отыскания пуль и мягкий катетер.
Похоронен на кладбище Пер-Лашез.

## Избранные труды
- «Recherches sur l’affection des os» (П., 1836),
- «Sur la question des tumeurs de la mamelle» (1835),
- «Elements de pathologie chirurgicale» (5 т., П., 1868),
- «Parallele des divers modes opératoires employés dans le traitement de la cataracte» (1839),
- «De l’influence de la position dans les maladies chirurgicales» (П., 1851; то же на немецком языке в переводе Hugo Harmann, Лейпциг, 1852).